# Microlicia macrophylla
Microlicia macrophylla är en tvåhjärtbladig växtart som beskrevs av Charles Victor Naudin. Microlicia macrophylla ingår i släktet Microlicia och familjen Melastomataceae. Inga underarter finns listade i Catalogue of Life.